# Лейк-Джордж (деревня)
Лейк-Джордж (англ. Lake George) — деревня в округе Уоррен, штат Нью-Йорк, США, на южном берегу одноимённого озера. Некоторое время населённый пункт исполнял функции административного центра округа .
Население — 985 человек (перепись 2000 года). Деревня входит в состав муниципального статистического района Гленс-Фолс. Лейк-Джордж с прилегающей территорией являются известным летним туристическим регионом.

## История
Первоначально деревня называлась Колдуэлл. Через территорию, расположенную на южном берегу озера Лейк-Джордж в восточной части лесного парка Адирондак, пролегали маршруты между британскими и французскими колониями, и через неё во время колониальных войн часто передвигались войска. В 1755 году здесь построили форт Уильям-Генри, который сгорел во время франко-индейской войны. В 1950-х годах форт был воссоздан и в нём открыли живой музей.
В последней четверти XIX века территория стала важным туристическим центром. Деревня Лейк-Джордж была инкорпорирована в 1903 году. Пароход Mohican II, старый комплекс зданий суда округа Уоррен и здание почты, расположенные в деревне, внесены в Национальный реестр исторических мест США.

## География
По данным Бюро переписи населения США, деревня имеет общую площадь 1,6 км². Она расположен рядом с озером Лейк-Джордж. Деревня находится примерно в 80 км к северу от Олбани и примерно в 322 км к северу от Нью-Йорка и к северо-западу от Бостона.

## Демография
По данным переписи населения 2000 года в Лейк-Джордже проживало 985 человек, 237 семей. Средняя плотность населения составляла около 623,5 человек на один квадратный километр. Расовый состав Лейк-Джорджа по данным переписи распределился следующим образом: 97,36 % белых, 1,02 % — чёрных или афроамериканцев, 0,10 % — коренных американцев, 0,61 % — азиатов, 0,61 % — представителей смешанных рас, 0,30 % — других народностей. Испаноговорящие составили 0,71 % от всех жителей деревни.
Из 448 семей в 26,6 % — воспитывали детей в возрасте до 18 лет, 37,5 % представляли собой совместно проживающие супружеские пары, в 10,9 % семей женщины проживали без мужей, 46,9 % не имели семей. 36,6 % от общего числа семей на момент переписи жили самостоятельно, при этом 10,7 % составили одинокие пожилые люди в возрасте 65 лет и старше. Средний размер домашнего хозяйства составил 2,19 человек, а средний размер семьи — 2,90 человек.
Население деревни по возрастному диапазону по данным переписи 2000 года распределилось следующим образом: 22,5 % — жители младше 18 лет, 8,5 % — между 18 и 24 годами, 28,4 % — от 25 до 44 лет, 26,6 % — от 45 до 64 лет и 13,9 % — в возрасте 65 лет и старше. Средний возраст жителей составил 40 лет. На каждые 100 женщин в Нептьюне приходилось 98,2 мужчин, при этом на каждые сто женщин 18 лет и старше приходилось 98,2 мужчин также старше 18 лет.
Средний доход на одно домашнее хозяйство в деревне составил 33 000 долларов США, а средний доход на одну семью — 45 625 долларов. При этом мужчины имели средний доход в 29 318 долларов США в год против 24 792 доллара среднегодового дохода у женщин. Доход на душу населения в деревне составил 20 077 долларов в год. 7,7 % от всего числа семей в деревне и 11,1 % от всей численности населения находилось на момент переписи населения за чертой бедности, при этом 13,2 % из них были моложе 18 лет и 15,2 % — в возрасте 65 лет и старше.

## Фотогалерея

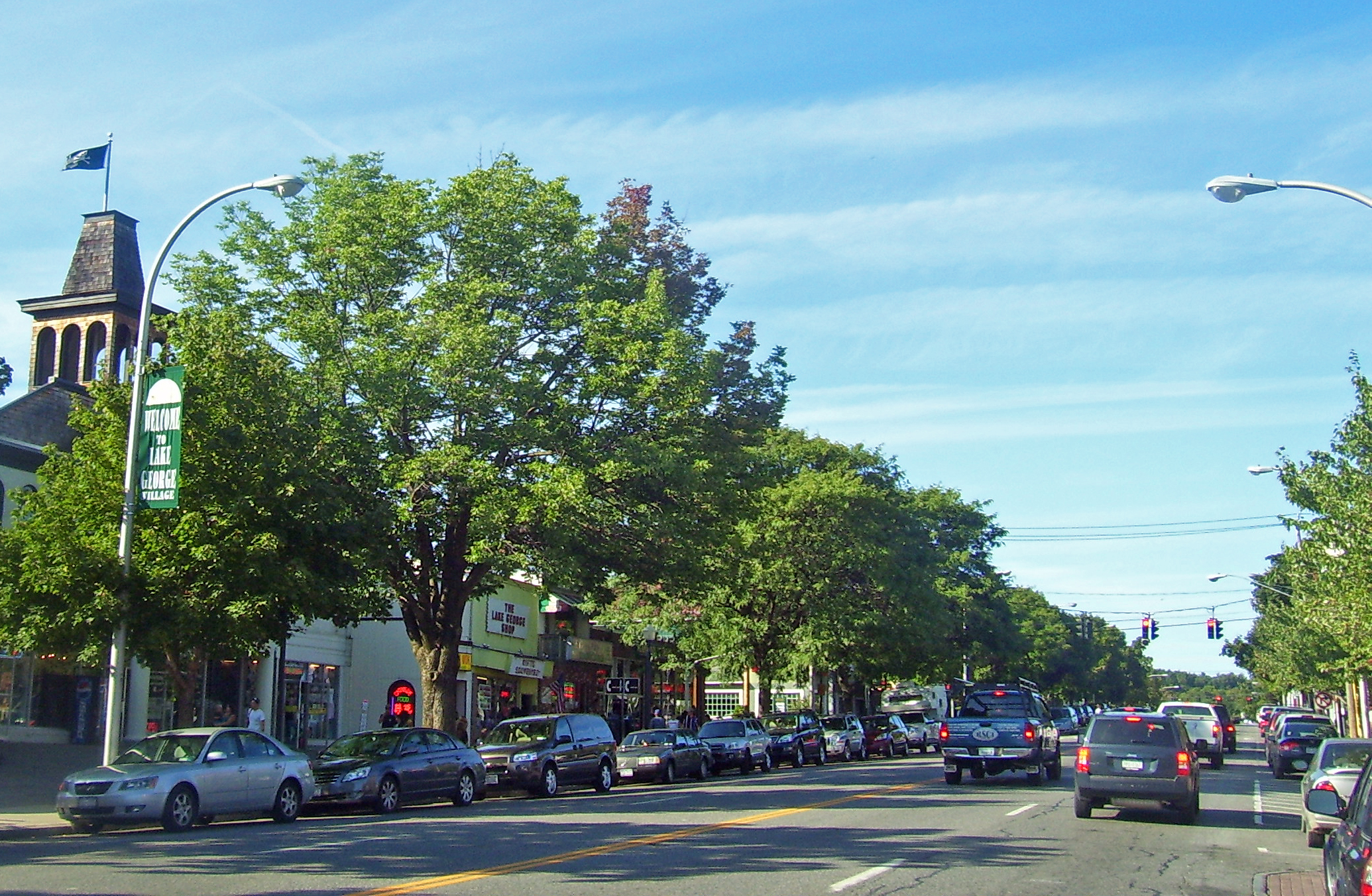
Лейк-Джордж
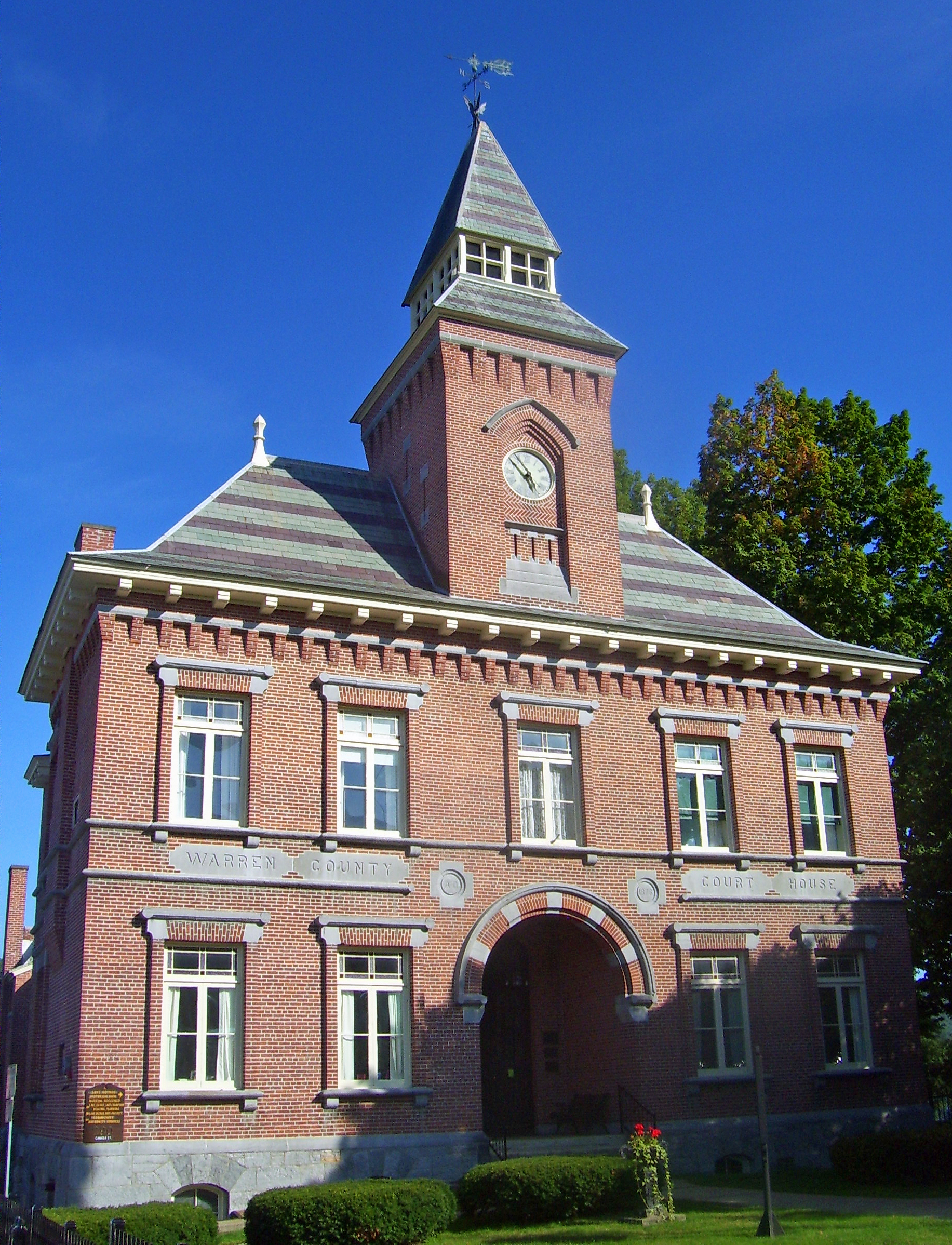
Здание суда
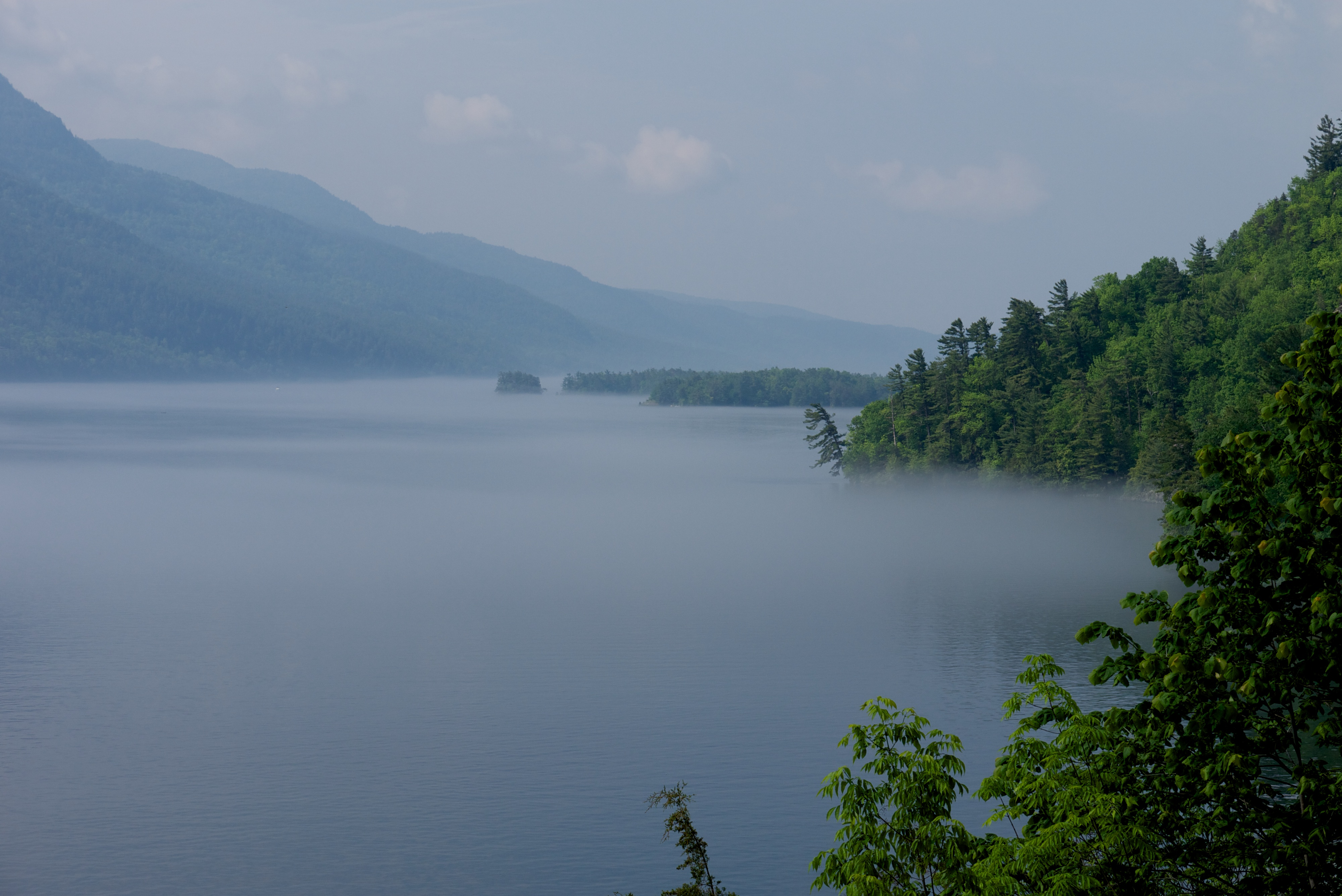
Озеро Лейк-Джордж в туманный день
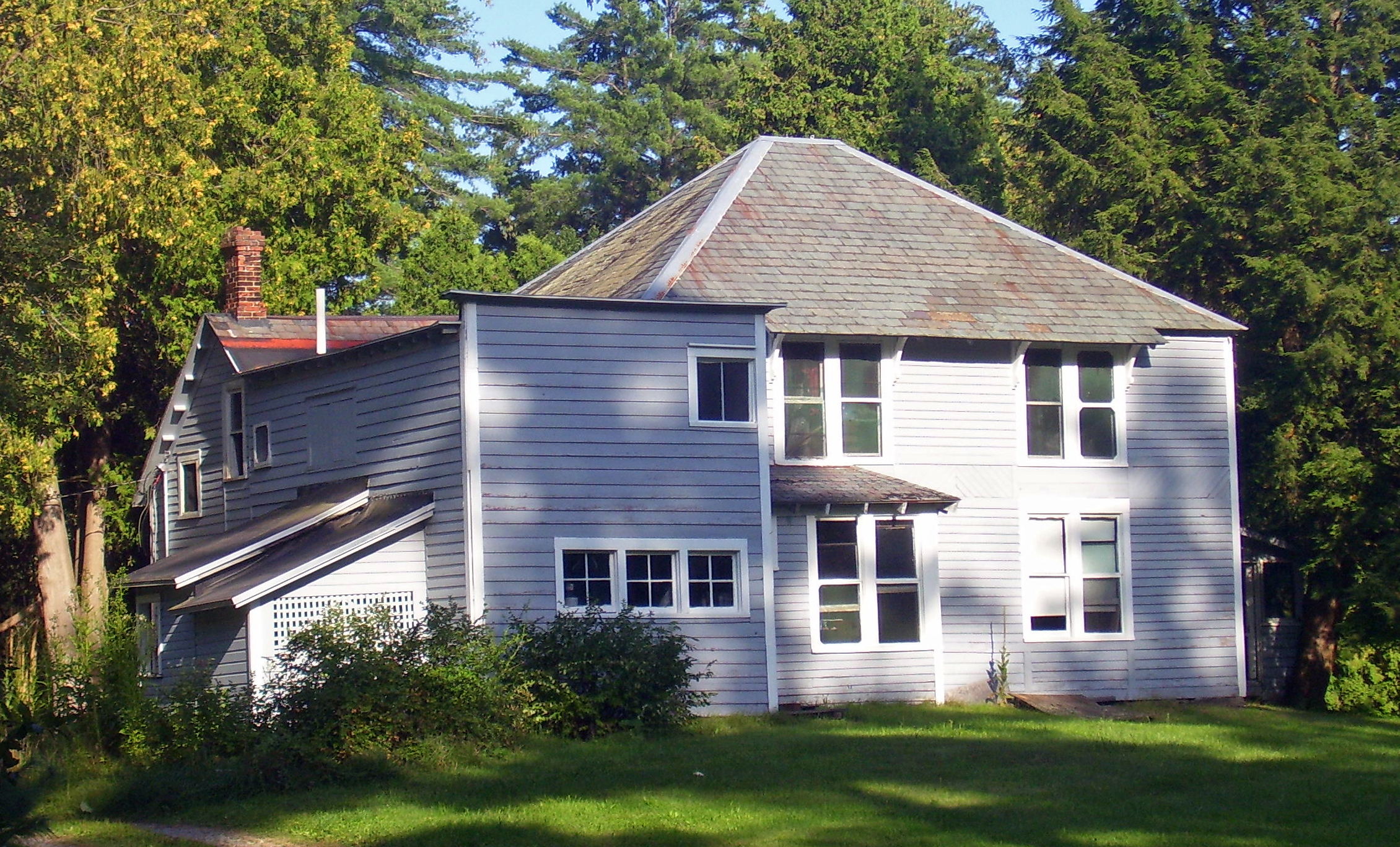
Дом писателя Эдварда Эгглстона[англ.]
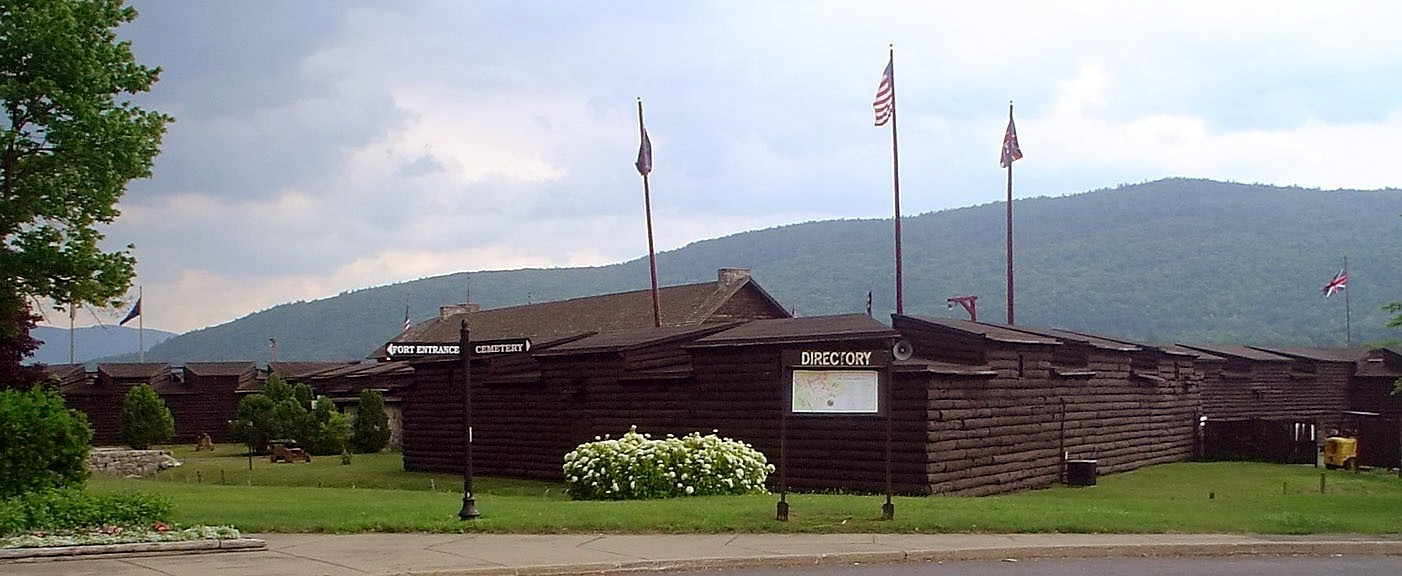
Форт Уильям-Генри